# ذهن پویا
ذهن پویا (انگلیسی: Brainchild؛ به معنی «زادهٔ ذهن») برنامه تلویزیونی اینترنتی آمریکایی به تهیه‌کنندگی فارل ویلیامز است. سازندگان این برنامه پیش‌تر برنامهٔ بازی‌های ذهن را برای نشنال جئوگرافیک ساخته بودند. این برنامه در ۲ نوامبر ۲۰۱۸ از نتفلیکس پخش شد.

## ساختار برنامه
این مستند آموزشی، برای مخاطبان با سنین پایین ساخته شده‌است و در هر قسمت آزمایش‌های علمی با موضوعات مختلف مانند احساسات، ابرقهرمان‌ها، رؤیا، انگیزه و نیروی جاذبه انجام می‌شوند.

## بازیگران
- ساهانا سرینیواسان - مجری
- الی وارد - دوست کارشناس علمی
- گری تی. کارلین - گویندگی
- بن سیدمن - خودش

## پخش
نخستین فصل ابن برنامه در ۲ نوامبر از نتفلیکس پخش شد. در ایران از شبکه سلامت پخش شد.